# Julie Bishop
Julie Bishop, pseudonimo di Jacqueline Brown (Denver, 30 agosto 1914 – Mendocino, 30 agosto 2001), è stata un'attrice statunitense.

## Biografia
Attrice bambina, iniziò la sua carriera nel 1923 ed apparve in due film interpretati da Laurel e Hardy, Pugno di ferro (1932) e La ragazza di Boemia (1936). Con gli pseudonimi di Jacqueline Wells e Diane Duval apparve in quasi 50 B movie per la Universal Pictures. Adottò il nome Julie Bishop nel 1941, quando firmò un contratto con la Warner Brothers, e recitò in alcuni celebri film del periodo bellico, tra cui Convoglio verso l'ignoto (1943) di Lloyd Bacon, accanto a Humphrey Bogart, e L'ostaggio (1943) di Raoul Walsh (1943), al fianco di Errol Flynn. 
Tra le altre pellicole da lei interpretate negli anni quaranta, sono da ricordare Rapsodia in blu (1945) con Robert Alda, biografia del compositore George Gershwin, in cui interpretò il ruolo della moglie di Ira Gershwin, Cinderella Jones (1946), con cui chiuse il suo periodo alla Warner Bros. dopo sedici film, e Iwo Jima, deserto di fuoco (1949), al fianco di John Wayne. Durante gli anni cinquanta l'attrice comparve con minor frequenza sul grande schermo: tra i film da lei interpretati in questo periodo, da ricordare il western Donne verso l'ignoto (1951), al fianco di Robert Taylor, per la regia di William A. Wellman, che la diresse anche in Prigionieri del cielo (1954), nuovamente accanto a John Wayne. Bishop apparve per l'ultima volta sul grande schermo in un altro western, Orizzonti lontani (1957), in cui ebbe come partner Alan Ladd. 

## Vita privata
Dopo un primo matrimonio fallito, nel 1944 Bishop sposò il generale Clarence A. Shoop, da cui ebbe due figli, Steve e Pamela Susan, divenuta attrice. Dopo la morte di Shoop nel 1968, Bishop si risposò con William F. Bergin. Morì di polmonite il giorno del suo 87º compleanno, il 30 agosto 2001, a Mendocino, in California. È sepolta al Forest Lawn Memorial Park a Glendale, in California, accanto al secondo marito.

## Filmografia parziale

### Cinema
- L'ottava moglie di Barbablù (Bluebeard's 8th Wife), regia di Sam Wood (1923)
- The Good Bad Boy, regia di Edward F. Cline (1924)
- Il letto d'oro (The Golden Bed), regia di Cecil B. DeMille (1925)
- Pugno di ferro (Any Old Port!), regia di James W. Horne (1932) - cortometraggio
- The Black Cat, regia di Edgar G. Ulmer (1934)
- La ragazza di Boemia (The Bohemian Girl), regia di James W. Horne, Charles Rogers (1936)
- Il diavolo con le ali (International Squadron), regia di Lothar Mendes, Lewis Seiler (1941)
- Il cavaliere della vendetta (Wild Bill Hickock Rides), regia di Ray Enright (1942)
- Convoglio verso l'ignoto (Action in North Atlantic), regia di Lloyd Bacon (1943)
- L'ostaggio (Northern Pursuit), regia di Raoul Walsh (1943)
- Rapsodia in blu (Rhapsody in Blue), regia di Irving Rapper (1945)
- Incontro nei cieli (You Came Along), regia di John Farrow (1945)
- Cinderella Jones, regia di Busby Berkeley (1946)
- La morte ride (Murder in the Music Hall), regia di John English (1946)
- L'ultimo dei Mohicani (Last of the Redmen), regia di George Sherman (1947)
- Alta marea (High Tide), regia di John Reinhardt (1947)
- Il capitano Gary (Deputy Marshal), regia di William Berke (1949)
- Braccati dai G-Men (The Threat), regia di Felix E. Feist (1949)
- Iwo Jima, deserto di fuoco (Sands of Iwo Jima), regia di Allan Dwan (1949)
- Riders of the Range, regia di Lesley Selander (1950)
- Donne verso l'ignoto (Westward the Women), regia di William A. Wellman (1951)
- Ho sposato un pilota (Sabre Jet), regia di Louis King (1953)
- Prigionieri del cielo (The High and the Mighty), regia di William A. Wellman (1954)
- Flash! Cronaca nera (Headline Hunters), regia di William Witney (1955)
- Orizzonti lontani (The Big Land), regia di Gordon Douglas (1957)

### Televisione
- TV Reader's Digest – serie TV, episodio 1x16 (1955)

## Doppiatrici italiane
- Miranda Bonansea in La Ragazza di Boemia
- Wanda Tettoni in L'ostaggio
- Renata Marini in Iwo Jima, deserto di fuoco
- Micaela Giustiniani in Donne verso l'ignoto
- Lydia Simoneschi in Flash! Cronaca nera
- Giovanna Scotto in Orizzonti lontani